# Classe C (incrociatore)
La classe C di incrociatori leggeri britannici sono state delle unità suddivise in varie sottoclassi di cui la prima è stata la classe Caroline. Realizzati nella prima guerra mondiale erano navi relativamente moderne. Basati sui classe Arethusa le navi della prima sottoclasse erano 6 ed ebbero tale successo da venire poi seguite da altre 22 unità. Delle navi delle successive sottoclassi Calliope, Cambrian Centaur Caledon, Ceres e Carlisle, tutte con il nome iniziante per "C", di queste 13 vennero impiegate anche nel secondo conflitto mondiale, tra le quali il Cairo e il Capetown, il primo dei quali faceva parte del gruppo di sette navi trasformate in incrociatori contraerei, con l'installazione di cannoni QF 4 in Mk V da 102/45 mm in impianti inizialmente singoli e successivamente binati.

## Classe Caroline

### Progetto
Le unità classe Caroline vennero tutte ordinate tra il luglio e l'agosto 1913, destinate ad essere le prime sei degli otto incrociatori leggeri del programma di costruzioni navali dell'anno. Vennero varate tra 1914 e 1915 ed entrarono in servizio nello stesso anno. Inizialmente vennero armate con due cannoni da 152,4 mm entrambi situati a poppa della nave con la seconda torretta in posizione soprelevata rispetto alla prima. Come armamento secondario le unità ricevettero otto cannoni da 101,6 mm, due dei quali situati a prua in posizione laterale, un cannone da 76,2 mm e 4 da 47 mm per la difesa antiaerea. Quattro tubi lanciasiluri da 533 mm vennero alloggiati sul ponte. Questa disposizione dell'armamento secondario non si dimostrò adeguata e tra il 1916 ed il 1917 i due pezzi da 101,6 mm vennero sostituiti da un singolo cannone da 152,4 mm in posizione centrale. Durante la prima guerra mondiale le unità della classe vennero sottoposte ad una serie di modifiche che ne alterarono la disposizione e la potenza dell'armamento.

### Unità
- Caroline, costruita nei cantieri Cammell Laird di Birkenhead, impostata il 28 gennaio 1914, varata il 29 settembre successivo e completata nel mese di dicembre. Nell'aprile 1924 divenne nave scuola per la Royal Navy Volunteer Reserve e ancora oggi ricopre questo ruolo ormeggiata presso il molo Alexandra di Belfast, poco dietro i cantieri Harland and Wolff dove furono impostate e varate il Titanic, l'Olympic, il Britannic. Ad oggi si pensa sia l'unica nave ancora esistente tra quelle che hanno preso parte alla battaglia dello Jutland.
- Carysfort, costruita nei cantieri Pembroke, impostata il 25 febbraio 1914, varata il 14 novembre seguente e completata nel giugno 1915. Venduta per essere demolita nell'agosto 1931.
- Cleopatra, costruita nei cantieri di Devonport, impostata il 26 febbraio 1914, varata il 14 gennaio 1915 e completata nel giugno seguente. Venduta per essere demolita nel giugno 1931.
- Comus, costruita nei cantieri Swan Hunter di Wallsend, impostata il 3 novembre 1913, varata il 16 dicembre 1914 e completata nel gennaio 1915. Venduta per essere demolita il 28 luglio 1934.
- Conquest, costruita nei cantieri Chatham, impostata il 3 marzo 1914, varata il 20 gennaio 1915 e completata nel giugno seguente. Venduta per essere demolita il 29 agosto 1930.
- Cordelia, costruita nei cantieri Pembroke, impostata il 21 luglio 1913, varata il 23 febbraio 1914 e completata nel gennaio 1915. Venduta per essere demolita nel luglio 1923.

## Classe Calliope

### Unità
- Calliope, costruita nei cantieri Chatham, impostata il 1º gennaio 1914, varata il 17 dicembre seguente e completata nel giugno 1915. Venduta per essere demolita il 28 agosto 1931.
- Champion, costruita nei cantieri R. & W. Hawthorn Leslie and Company di Hebburn on Tyne, impostata il 9 marzo 1914, varata il 29 maggio 1915 e completata nel dicembre seguente. Venduta per essere demolita il 28 luglio 1934.

## Classe Cambrian

### Unità
- Cambrian, costruita nei cantier Pembroke, impostata l'8 dicembre 1914, varata il 3 marzo 1916 e completata nel maggio successivo. Venduta per essere demolita il 28 luglio 1934.
- Canterbury, costruita nei cantieri John Brown and Company, impostata il 14 ottobre 1914, varata il 21 dicembre 1915 e completata nel maggio 1916. Venduta per essere demolita il 28 luglio 1934.
- Castor, costruita nei cantieri Cammell Laird, impostata il 28 ottobre 1914, varata il 28 luglio 1915 e completata nel novembre successivo. Venduta per essere demolita il 30 luglio 1936.
- Constance, costruita nei cantieri Cammell Laird, impostata il 25 gennaio 1915, varata il 12 settembre seguente e completata nel gennaio 1916. Venduta per essere demolita l'8 giugno 1936.

## Classe Centaur

### Unità
- Centaur, costruita nei cantieri Vickers[3], impostata il 24 gennaio 1914, varata il 6 gennaio 1916 e completata nell'agosto seguente. Venduta per essere demolita nel febbraio 1934.
- Concord, costruita nei cantieri Vickers, impostata il 1º febbraio 1915, varata il 1º aprile 1916 e completata nel dicembre successivo. Venduta per essere demolita nell'agosto 1935.

## Classe Caledon

### Unità
- Caledon, costruita nei cantieri Cammell Laird, impostata il 17 marzo 1916, varata il 5 novembre dello stesso anno, completata nel marzo 1917. Trasformata in nave antiaerea nel dicembre 1943, venduta per essere demolita il 22 gennaio 1948.
- Calypso, costruita nei cantieri Hawtorn Leslie, impostata il 7 febbraio 1916, varata il 24 gennaio 1917 e completata nel giugno seguente. Affondata dal sommergibile italiano Bagnolini a sud di Creta il 12 giugno 1940.
- Cassandra, costruita dalla Vickers a Barrow-in-Furness, impostata nel marzo 1916 venne completata nel giugno 1917. Affondata da una mina nel Baltico il 5 dicembre 1918.
- Caradoc, costruita dai cantieri della Scotts Shipbuilding and Engineering Company, venne impostata il 21 febbraio 1916, varata il 23 dicembre successivo e completata nel giugno 1917. Trasformata in nave deposito nell'aprile 1944 venne venduta per essere demolita nel maggio 1946.

## Classe Ceres

### Unità
- Cardiff, costruita nei cantieri della Fairfield Shipbuilding and Engineering Company, impostata il 22 luglio 1916, varata il 12 aprile 1917 e completata nel giugno seguente. Venduta per essere demolita il 23 gennaio 1946.
- Ceres, costruita nei cantieri John Brown, impostata l'11 luglio 1916, varata il 24 marzo 1917 e completata nel giugno seguente. Venduta per essere demolita il 5 aprile 1946
- Coventry, costruita nei cantieri Swan Hunter, impostata il 4 agosto 1916, varata il 6 luglio 1917 e completata nel febbraio 1918. Trasformata in nave antiaerea nel 1937, affondata da un attacco aereo al largo di Tobruk il 14 settembre 1942.
- Curacoa, costruita nei cantieri Pembroke, impostata nel luglio 1916, varata il 5 maggio 1917 e completata nel febbraio 1918. Trasformata in nave antiaerea nel 1939, affondò il 2 ottobre 1942 dopo una collisione con la RMS Queen Mary a nord dell'Irlanda.
- Curlew, costruita nei cantieri Vickers, impostata il 21 agosto 1916, varata il 5 luglio 1917 e completata nel dicembre seguente. Trasformata in nave antiaerea nel 1938, affondata da un attacco aereo nel fiordo di Ofot, in Norvegia, il 26 maggio 1940.

## Classe Carlisle

### Unità
- Cairo, costruita nei cantieri Cammell Laird di Birkenhead, impostata il 28 novembre 1917, varata il 19 novembre 1918 e completata il 23 settembre 1919. Trasformata in nave antiaerea nel 1939, venne affondata dal sommergibile italiano Axum il 12 agosto 1942 nel Mediterraneo.
- Calcutta, costruita nei cantieri Vickers di Barrow in Furness, impostata il 18 ottobre 1917, varata il 9 luglio 1918 e completata nell'agosto 1919. Trasformata in nave antiaerea nel 1939, venne affondata da un attacco aereo durante l'evacuazione di Creta nel 1941.
- Capetown, costruita nei cantieri Cammel Laird, venne impostata il 23 febbraio 1918, varata il 28 giugno 1919 e quindi trainata nei cantieri Pembroke dove venne completata nell'aprile 1922. Venduta per essere demolita il 5 aprile 1946.
- Carlisle (ex-Cawnpore), costruita nei cantieri Fairfield Shipbuilding and Engineering di Govan, impostata il 2 ottobre 1917, varata il 9 luglio 1918 e completata nel novembre successivo. Trasformata in nave antiaerea nel 1939, in nave appoggio nel 1944 e venduta per essere demolita ad Alessandria d'Egitto nel 1948.
- Colombo, costruita nei cantieri Fairfield, impostata l'8 dicembre 1917, varata il 18 dicembre 1918 e completata nel luglio 1919. Trasformata in nave antiaerea nel 1943, venduta per essere demolita il 22 gennaio 1948.

## Prima guerra mondiale
Nel marzo 1916 la Cleopatra speronò e affondò il cacciatorpediniere tedesco G.194. Molte unità della classe parteciparono alla battaglia dello Jutland. Nel 1917 la Centaur colpì una mina ma riuscì a tornare in porto nonostante i gravi danni. Alcune unità parteciparono anche alla seconda battaglia di Helgoland.
Nel 1918 la Carlisle ebbe l'onore di guidare la sconflitta Hochseeflotte tedesca dalla Germania al Forth, da dove le unità sarebbero state suddivise in diversi porti.
Nessuna unità della classe andò perduta durante la guerra, anche se la Cassandra colpì una mina e affondò nel dicembre 1918.
Nel dopoguerra le unità vennero impiegate in molteplici missioni, servendo anche nelle basi coloniali. Nel 1919 la Curacoa colpì una mina rimanendo gravemente danneggiata, riuscendo però a giungere in porto per le necessarie riparazioni. Le sottoclassi Caroline, Cumbrian e Centaur vennero gradualmente demolite o trasferite a ruoli secondari come navi addestramento all'inizio degli anni 30.

## Riconversione
A metà degli anni trenta, venne deciso di modernizzare le navi della classe ancora in servizio trasformandole in incrociatori antiaerei. Venne deciso di convertire le sottoclassi più moderne: Caledon, Ceres e Carlisle. I lavori effettuati a bordo della Coventry e della Curlew tra il 1935 ed il 1936 servirono come prototipo per le altre unità.
L'armamento precedente venne totalmente rimosso, per fare spazio a 10 cannoni da 101,6 mm con possibilità di alzo sufficientemente elevato per l'uso antiaereo. Vennero inoltre installati due sistemi ottupli "Pom Pom" da 40 mm. I sistemi di controllo fuoco vennero rimossi e sostituiti con modelli più moderni e adatti al nuovo impiego. Per mantenere bassi i costi si evitò di effettuare lavori strutturali, limitandosi a modificare la struttura degli alberi. Nel 1938 i "Pom Pom" di poppa vennero rimossi a causa della scarsità di pezzi di questo tipo per equipaggiare altre navi, venendo rimpiazzati da due mitragliatrici quadruple da 12,7 mm della Vickers. Le modifiche vennero considerate un successo, e la conversione delle altre 11 navi venne quindi iniziata. La Cairo e la Calcutta non entrarono però in cantiere fino al 1938 per una serie di ritardi, ricevendo cannoni binati in tutte le installazioni tranne una, lasciata libera per un altro sistema "Pom Pom". A metà del 1939 iniziarono i lavori per la Carlisle e la Curacoa, ma allo scoppio della seconda guerra mondiale i lavori vennero interrotti.

## Seconda guerra mondiale

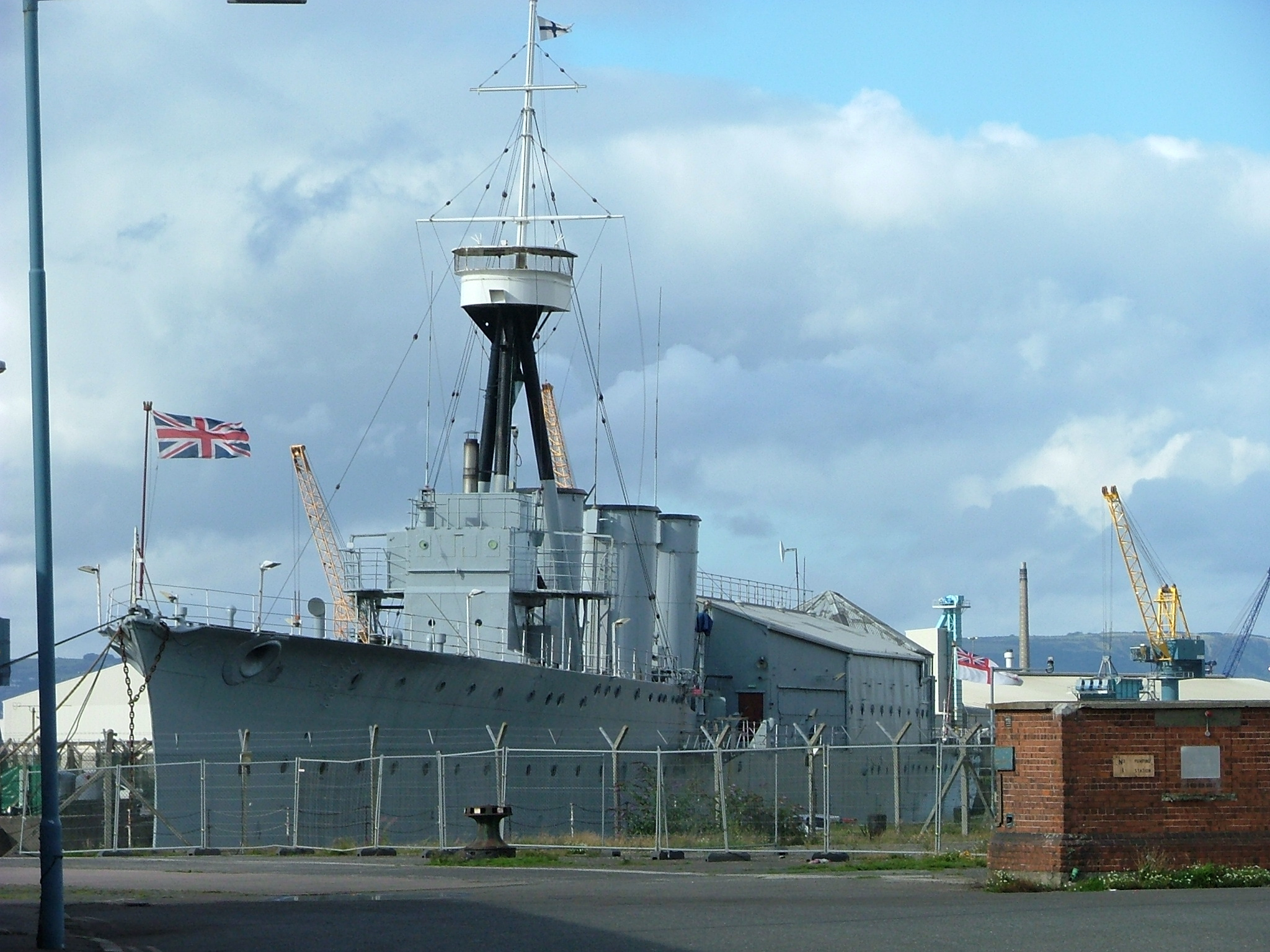
L'incrociatore HMS Caroline a Belfast

Parteciparono alla seconda guerra mondiale le navi delle sottoclassi Caledon, Ceres e Carlisle, nonostante la loro età avanzata.
La Calypso catturò la nave tedesca Konsul Hendrik Fisser nel 1939. Lo stesso anno la Caradoc intercettò la petroliera tedesca Emmy Friederich, autoaffondata dal suo equipaggio. Varie navi della classe parteciparono alla campagna di Norvegia nel 1940.
Le classe C vennero anche utilizzate estesamente nel Mediterraneo; il primo scontro importante a cui partecipò una nave della classe, la Coventry, fu la battaglia di Capo Teulada nel novembre 1940.
Nel 1941 la Calcutta e la Carlisle parteciparono alla battaglia di Capo Matapan. Le navi della classe parteciparono anche all'evacuazione di Creta, difendendo i convogli dagli attacchi aerei tedeschi, non senza perdite. Nel 1942 la Carlisle partecipò alla seconda battaglia della Sirte.
Tra il 1942 ed il 1943 la Colombo e la Caledon subirono delle modifiche, venendo armate con pezzi Bofors da 40 mm antiaerei e cannoni automatici Oerlikon da 20 mm.
Nel 1943 la Carlisle venne gravemente danneggiata da un attacco aereo tedesco, ma non affondò. L'entità dei danni ne causò comunque la fine della vita operativa.
Nel 1944 la Capetown partecipò alle operazioni di supporto dello sbarco in Normandia, bombardando le posizioni tedesche.
Sei navi della classe affondarono durante il conflitto: la Cairo venne affondata nel 1942 dal sommergibile italiano Axum durante l'operazione Pedestal; la Calcutta venne affondata da un attacco aereo durante l'evacuazione di Creta; la Calypso affondò dopo essere stata colpita da un siluro del sommergibile Alpino Bagnolini nel 1940; la Coventry venne gravemente danneggiata da un attacco aereo mentre partecipava ad un raid su Tobruk nel 1942, costringendo il cacciatorpediniere Zulu ad affondarla; la Curacoa affondò dopo la collisione con il transatlantico Queen Mary nel 1942; infine la Curlew venne affondata da un attacco aereo tedesco al largo di Narvik durante la campagna di Norvegia nel 1940.